# Vézénobres

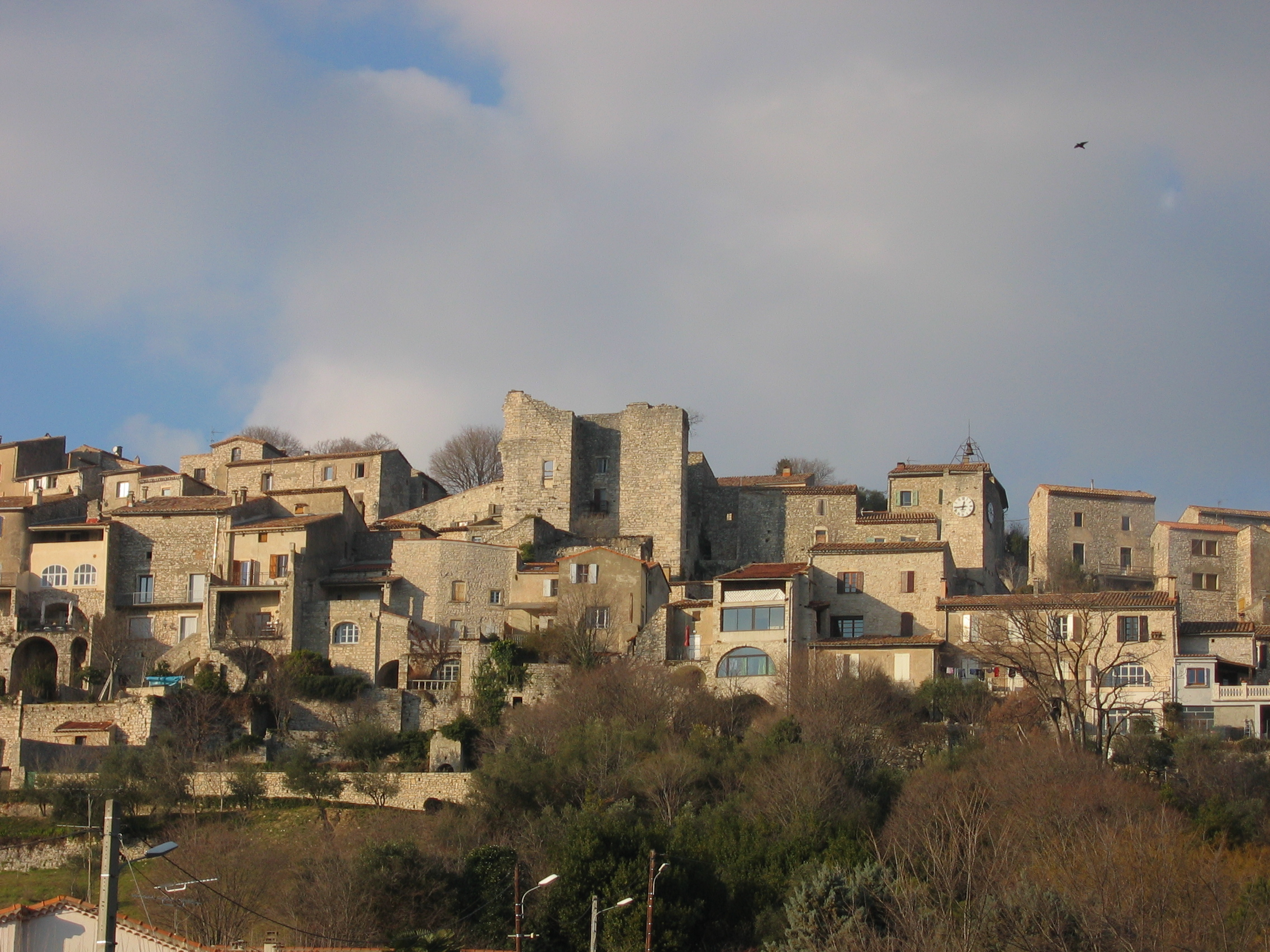
Vézénobres

Vézénobres – miejscowość i gmina we Francji, w regionie Oksytania, w departamencie Gard.
Według danych na rok 1990 gminę zamieszkiwały 1312 osoby, a gęstość zaludnienia wynosiła 77 osób/km² (wśród 1545 gmin Langwedocji-Roussillon Vézénobres plasuje się na 280. miejscu pod względem liczby ludności, natomiast pod względem powierzchni na miejscu 467.).